# Виниште (Жепче)
Виниште је насељено мјесто у Босни и Херцеговини у општини Жепче које административно припада Федерацији Босне и Херцеговине. Према попису становништва из 1991. у насељу је живјело 1.061 становника.

## Геогфски положај
Насељено мјесто Виниште смјештено је са лијеве стране ријеке Босне посматрано из Жепча и удаљено је од Жепча 7 km, а од мјеста Завидовићи удаљено је 6 km.

## Саобраћај
Кроз насеље пролази локални асфалтни пут који повезује насеље градовима Жепче и Завидовићи.
Кроз насеље пролази и железничка пруга.

## Образовање
Насеље посједује основну школу до четири разреда која је у саставу основне школе Жепче.

## Историја
До 2001. године, Виниште се налазило у саставу општине Завидовићи.
Одлуком високог представника Европске уније у БиХ Виниште је припојено општини Жепче.

## Становништво
| Националност       | 1991.          | 1981.        | 1971.        |
| Хрвати             | 1.005 (94,72%) | 937 (92,04%) | 875 (98,53%) |
| Муслимани          | 31 (2,92%)     | 25 (2,45%)   | 4 (0,45%)    |
| Срби               | 7 (0,65%)      | 6 (0,58%)    | 8 (0,90%)    |
| Југословени        | 12 (1,13%)     | 44 (4,32%)   | 0            |
| остали и непознато | 6 (0,56%)      | 6 (0,58%)    | 1 (0,11%)    |
| Укупно             | 1.061          | 1.018        | 888          |